# Sylwester Banaś
Sylwester Banaś (* 20. Juli 1921 in Czarna in Powiat Kielecki; † 1. Dezember 1994 in Kielce) war ein polnischer Autor von Romanen und Jugendbüchern.

## Leben
Banaś besuchte die Berufsschule in Końskie und schloss bis 1939 ein Praktikum als Dreher ab. Während der Deutschen Besetzung arbeitete er in Skarżysko-Kamienna und war an Untergrundaktionen des Związek Walki Zbrojnej beteiligt. Ab 1942 kämpfte er in der Polnischen Heimatarmee.
Nach dem Zweiten Weltkrieg trat er 1945 der Polska Partia Robotnicza bei und arbeitete in Verwaltungsberufen im Powiat Gdański, in der Gegend von Opole und Nysa sowie von 1949 bis 1951 als Leiter des Staatlichen Maschinenbetriebs in Daniszów. Anschließend schloss er 1952 die Zentralschule der Staatlichen Maschinenbetriebe und Produktionsgenossenschaften in Ursynów mit einem Diplom als Landwirtschaftstechniker ab. Als Schriftsteller debütierte er 1952 mit den Erzählungen Przebudzenie. Ab 1953 widmete er sich ausschließlich der Schriftstellerei. Seine Erzählungen, Reportagen und Gedichte veröffentlichte er in den 1950er-Jahren in den Zeitschriften Przegląd Kulturalny, Słowo Ludu, Słowo Tygodnia sowie Ziemia Kielecka, deren Sekretär er von 1956 bis 1959 war. In den Verband der Polnischen Literaten wurde er 1960 aufgenommen. In den 1970er-Jahren war er mit der Zeitschrift Kraj verbunden.

## Werke

### Erzählungen und Romane
- Przebudzenie, Dwa opowiadania, 1952
- Białe dymy, In: Słowo Tygodnia 1953–1954; Buchausgabe: 1954
- Ludzie z Brzozowej, 1955
- Opowiadania o Ziemi Kieleckiej, 1955
- W rodzinie starego Balcerzaka, 1956
- Na nowej drodze, 1959
- Ostatni z posterunku, 1961

### Jugendbücher
- Awantury mojej córy, 1961
- W zielonym szałasie, 1963
- Pryzjaciółki z V b, 1965
- Nad czarną wodą płócienny nasz dom, 1987

## Auszeichnungen
- 1965: Goldenes Verdienstkreuz